# Édgar Guerra
Édgar Andrés Guerra Hernández (Becerril, Cesar, 9 de marzo de 2001) es un futbolista colombiano. Juega como extremo y su equipo actual es el Club Puebla de la Primera División de México.

## Trayectoria

### Millonarios
El 18 de diciembre de 2019 firma contrato con el primer equipo de Millonarios. Debuta el 9 de diciembre de 2020 ante Alianza Petrolera. El 30 de diciembre de 2020 se confirma su renovación con el equipo por 3 años más.
El 13 de marzo de 2021 debuta como titular ante Patriotas Boyacá. En el mismo partido anota su primer gol como profesional, sellando la victoria 0-2 ante el cuadro boyacense.
El 21 de enero de 2024 por la primera fecha del Torneo Apertura 2024 marcó un hat-trick contra Independiente Medellín este tanto se convertiría en el sexto tanto más rápido del conjunto embajador en liga. El 25 de enero de 2024 gana su tercer título con Millonarios siendo este la Superliga de Colombia.

### Club León
El 1 de enero de 2024 es confirmado como nuevo jugador del Club León de la Liga MX.

## Estadísticas

### Clubes
Actualizado al último partido disputado el 3 de junio de 2023.
| Club                         | Div.          | Temporada     | Liga  | Liga  | Liga   | Copas nacionales | Copas nacionales | Copas nacionales | Copas internacionales | Copas internacionales | Copas internacionales | Total | Total | Total  |
| Club                         | Div.          | Temporada     | Part. | Goles | Asist. | Part.            | Goles            | Asist.           | Part.                 | Goles                 | Asist.                | Part. | Goles | Asist. |
| ---------------------------- | ------------- | ------------- | ----- | ----- | ------ | ---------------- | ---------------- | ---------------- | --------------------- | --------------------- | --------------------- | ----- | ----- | ------ |
| Millonarios F. C. · Colombia | 1.ª           | 2020          | 2     | 0     | 0      | —                | —                | —                | —                     | —                     | —                     | 2     | 0     | 0      |
| Millonarios F. C. · Colombia | 1.ª           | 2021          | 20    | 2     | 0      | 2                | 0                | 0                | —                     | —                     | —                     | 22    | 2     | 0      |
| Millonarios F. C. · Colombia | 1.ª           | 2022          | 20    | 2     | 0      | 2                | 0                | 0                | 1                     | 0                     | 0                     | 23    | 2     | 0      |
| Millonarios F. C. · Colombia | 1.ª           | 2023          | 36    | 3     | 1      | 7                | 1                | 0                | 6                     | 0                     | 0                     | 49    | 4     | 1      |
| Millonarios F. C. · Colombia | 1.ª           | 2024          | 1     | 3     | 0      | 2                | 0                | 0                | 0                     | 0                     | 0                     | 3     | 3     | 0      |
| Millonarios F. C. · Colombia | Total club    | Total club    | 79    | 10    | 1      | 13               | 1                | 0                | 7                     | 0                     | 0                     | 99    | 11    | 1      |
| Club León · México           | 1.ª           | 2023-24       | 11    | 1     | 1      | —                | —                | —                | —                     | —                     | —                     | 11    | 1     | 1      |
| Club León · México           | Total club    | Total club    | 11    | 1     | 1      | 0                | 0                | 0                | 0                     | 0                     | 0                     | 11    | 1     | 1      |
| Total carrera                | Total carrera | Total carrera | 90    | 11    | 2      | 13               | 1                | 0                | 7                     | 0                     | 0                     | 110   | 12    | 2      |

### Hat-tricks
| 1 | 21 de enero de 2024 | Estadio Nemesio Camacho El Campin, Bogotá | Millonarios - Independiente Medellín |  | 5 - 0 | Torneo Apertura |

## Palmarés

### Campeonatos nacionales
| Título                | Club        | Año  |
| --------------------- | ----------- | ---- |
| Copa Colombia         | Millonarios | 2022 |
| Torneo Apertura       | Millonarios | 2023 |
| Superliga de Colombia | Millonarios | 2024 |